# Эпиграммы (Марциал)
«Эпигра́ммы» (лат. Epigrammaton) — собрание стихотворений римского поэта Марка Валерия Марциала в 15 книгах, публиковавшееся по частям. Первая книга, «Книга зрелищ», вышла в 80 году, вторая и третья («Гостинцы» и «Подарки») — к 84 году. Последующие 12 книг, которые называют только по номерам, выходили до 101 года. Эпиграммы написаны разными размерами — элегическим дистихом, фалекейским стихом, холиямбом, гексаметром, ямбами.
Марциал затрагивает самые разные темы. В его собрании есть посвятительные и застольные эпиграммы, эпитафии, но большей частью это сатирические стихотворения, в которых автор высмеивает разного рода пороки (в первую очередь извращённость), физические уродства, характеры, профессии и т. п. Имена он не называет, говоря только об определённых типажах.
В античную эпоху Марциала критиковали за лесть в адрес императора Домициана и использование грубой лексики. Тем не менее его эпиграммы были очень популярны, ему подражали (например, Авсоний). В Европе Нового времени Марциал оказал существенное влияние на развитие жанра эпиграммы; именно благодаря ему этот жанр стал исключительно сатирическим.